# 1743 год в науке
В 1743 году в науке произошло несколько значимых событий.

## События
- Группа учёных во главе с Франклином основала Американское философское общество.
- Кристофер Пэйк составил геологическую карту юго-восточной Англии.

## Достижения человечества

### Открытия
- Жан Филипп де Шезо и Дирк Клинкеберг открыли Великую комету 1744 года (C/1743 X1)
- Жан Д’Аламбер открыл принцип Д’Аламбера

### Изобретения
- Андреас Сигизмунд Маргграф разработал способ получения фосфора из мочи с применением фосгенита, песка и угля.

## Родились
- 25 января — Фридрих Генрих Якоби, немецкий философ
- 13 февраля — Джозеф Банкс, английский натуралист, ботаник, баронет
- 28 февраля — Ренэ-Жюст Гаюи, французский минералог, создатель научной кристаллографии
- 9 марта — Иоганн Каспар Фюссли, швейцарский книготорговец и энтомолог
- 25 августа — Логин Юрьевич Крафт, астроном, физик, профессор, избран академиком 22 декабря 1768 года, сотрудник Леонарда Эйлера
- 26 августа — Антуан Лоран Лавуазье, основатель современной химии
- 3 сентября — Иоганн Вильгельм Архенгольц, немецкий писатель и историк
- 13 сентября — Антуан Алексис Каде-де-Во, французский химик
- 17 сентября — Мари Жан Антуан Никола маркиз де Кондорсе, французский писатель, учёный-математик и политический деятель
- 22 сентября — Квинтин Крауфорд, английский историк, мемуарист, литератор
- 29 сентября — Антонио Каньоли, итальянский астроном
- 11 ноября — Карл Петер Тунберг, шведский учёный-натуралист, прозванный за вклад в науку «отцом южноафриканской ботаники» и «японским Линнеем»
- 1 декабря — Мартин Генрих Клапрот, немецкий химик, первооткрыватель трёх химических элементов: циркония, урана и титана
- Михаил Дмитриевич Чулков, российский издатель, писатель, историк

## Скончались
- 8 февраля — Трауготт Гербер, немецкий врач, ботаник и путешественник
- 21 марта — Иоганн Леонгард Фриш (род. 1666), немецкий медик, орнитолог, энтомолог, естествоиспытатель, филолог, переводчик и педагог; доктор медицины, член Берлинской академии наук.